# Photoelektronenbeugung
Die Photoelektronenbeugung, oft mit PED, PhD oder auch XPD (englisch X-ray photoelectron diffraction) abgekürzt, ist eine Methode aus der Gruppe der Photoelektronenspektroskopie (PES). Sie wird unter anderem zur Strukturbestimmung von kristallinen Oberflächen oder zur Untersuchung der räumlichen Lage von Adsorbaten auf Oberflächen eingesetzt.

## Messprinzip

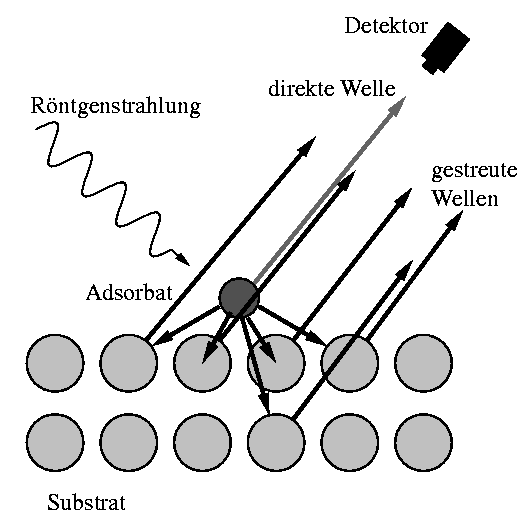
Prinzip der Photoelektronenbeugung

Grundlage des Messverfahrens ist die Photoelektronenspektroskopie (PES). Dabei wird gemessen, wie die Intensität der Photoelektronen vom Winkel der Elektronenemission abhängt. Allerdings liegt hier nicht wie bei der winkelabhängigen Photoelektronenspektroskopie der Fokus auf dem Impuls des Photoelektrons, sondern die Interferenz der Wellenfunktion des Photoelektrons. In Abhängigkeit von Emissionsrichtung und kinetischer Energie des Photoelektrons findet man Intensitätsunterschiede, Modulationen genannt. Diese Intensitätsmodulationen entstehen durch konstruktive und destruktive Interferenz zwischen der Elektronenwelle, die den Detektor auf direktem Weg erreicht (Referenzwelle), und solchen, die aus ein- oder mehrfach an der Umgebung des emittierenden Atoms elastisch gestreuten Wellen (Objektwellen) auftreten. Die Gangunterschiede und Intensitäten der einzelnen Wellen hängen von der geometrischen Anordnung und der Art der Nachbaratome ab. Bei einer ausreichenden Anzahl von gemessenen Intensitäten lässt sich aus den Modulationen die geometrische Struktur bestimmen, indem die experimentell gemessenen Modulationen mit entsprechenden Simulationen verglichen werden.
Bei inelastisch gestreuten Wellen fehlt die feste Phasenbeziehung zur Referenzwelle, deswegen tragen sie nicht zur Interferenz bei. Da die Streuung der Elektronen vor allem bei hohen Energien in Vorwärtsrichtung am stärksten ist, kann man im einfachsten Fall die Streuung der Elektronen an den Atomen unterhalb des ionisierten Atoms vernachlässigen. Bei der Streuung an den Atomen weiter oben werden die Photoelektronen in Richtung dieser Atome fokussiert („Vorwärts-Fokussierung“).

## Anwendungen
Die einfachsten Anwendungen beruhen auf der Vorwärts-Fokussierung durch Atome oberhalb des photoionisierten Atoms. Damit lässt sich bestimmen, ob bestimmte Atome unmittelbar an der Oberfläche oder tiefer sitzen, und bei adsorbierten Molekülen, ob oberhalb einer Atomsorte noch andere Atome (und in welcher Richtung) sitzen. Mittels der XPD kann die kristallographische Struktur von Metall- und Halbleiteroberflächen bestimmt werden. Außerdem erhält man Informationen über die räumliche Lage von Molekülen auf Oberflächen, der Bindungslängen und Bindungswinkel.

## Vergleich mit komplementären Techniken
Im Vergleich zu anderen Techniken zur Bestimmung von Strukturen an Oberflächen ist Photoelektronenbeugung
- unabhängig von langreichweitiger Ordnung, es muss also keine perfekt geordnete Oberfläche vorhanden sein (im Gegensatz zu Beugungsmethoden mit Wellen, die von außen einfallen, wie LEED),
- chemisch spezifisch, d. h., es kann die Umgebung einer Atomsorte gezielt untersucht werden; im Gegensatz zu SEXAFS können oft auch Atome des gleichen Elements, aber mit unterschiedlichen Bindungspartnern einzeln erfasst werden (durch Ausnutzen der chemischen Verschiebung (engl. chemical shift), also kleiner Energieunterschiede der Photoelektronen),
- für vollständige Strukturuntersuchungen experimentell aufwändig, weil dafür die Röntgenenergie variiert werden muss und dazu monochromatisierte Synchrotronstrahlung eines Elektronenspeicherrings benötigt wird; es müssen auch sehr viele Spektren gemessen werden (wenn auch nur in einem kleinen Energiebereich, der dem untersuchten Rumpfniveau entspricht). Auch die Simulationsrechnungen sind aufwändig, weil die Elektronen mehrmals gestreut werden können, und daher sehr viele verschiedene mögliche „Wege“ der Elektronen berücksichtigt werden müssen.